# میاندرق (کلیبر)
میاندرق (به ترکی آذربایجانی: میاندرن) یکی از روستاهای استان آذربایجان شرقی است که در دهستان ییلاق بخش مرکزی شهرستان کلیبر واقع شده‌است.